# Archytas rufiventris
Archytas rufiventris är en tvåvingeart som beskrevs av Charles Howard Curran 1928. Archytas rufiventris ingår i släktet Archytas och familjen parasitflugor. Inga underarter finns listade i Catalogue of Life.